# Чорний бізнес (фільм, 1965)
«Чорний бізнес» (рос. Чёрный бизнес) — радянський художній фільм режисера Василя Журавльова, випущений в 1965 році. В основі сценарію піймання цеховиків Шакермана і Ройфмана, згодом розстріляних.

## Сюжет
Під виглядом туристки в СРСР приїжджає шпигунка з розвідслужби якогось генерала Даніеля. Співробітникам КДБ вдається з'ясувати справжню причину візиту Елеонори фон Будберг (вона ж «міс Ластер», вона ж «Ніна»).

## У ролях
- Іван Переверзєв —  генерал Мельников
- Геннадій Юдін —  майор Кравцов
- Юрій Саранцев —  капітан Громов
- Станіслав Міхін —  лейтенант Мещерський
- Маргарита Володіна —  міс Ластер
- Аркадій Толбузін —  Горський, він же Волчанський
- Віктор Кулаков —  Бахов
- Муза Крепкогорська —  «Мері» Тараканова
- Фелікс Яворський —  Умновський
- Павло Винник —  Гулькин
- Маріанна Стриженова —  Жанна
- Костянтин Худяков —  Анатолій Потапов
- Віктор Колпаков —  Музикін
- Олена Максимова —  тітка Маша
- Григорій Шпігель —  Квасов
- Олександр Смирнов —  Петриченко
- Єлизавета Алексєєва —  місіс Айленд, іноземна туристка
- Юліана Бугаєва —  Альбіна Волчанська
- Інна Виходцева —  Валя, працівниця камвольного комбінату, член Штабу «Комсомольського Прожектора»
- Валеріан Виноградов — епізод
- Сергій Голованов —  професор, голова іноземної делегації
- Ніна Гребешкова —  працівниця камвольного комбінату, член Штабу «Комсомольського Прожектора»
- Олена Вольська —  Кармела, збувальниця «лівих» виробів
- Юрій Кірєєв —  офіцер КДБ
- Петро Любешкін —  бригадир ремонтників Трошин
- Олена Муратова — епізод
- Сергій Никоненко —  ремонтник бригади Трошина
- Галина Самохіна —  дівчина в ресторані, супутниця капітана Громова
- Павло Волков —  Борис Миколайович, лікар психоневрологічного диспансеру
- Лев Фричинський —  іноземний дипломат Кренкшоу
- Юрій Чекулаєв —  Уестон, іноземний турист
- Зоя Чекулаєва —  іноземна туристка
- Микола Сморчков —  співробітник міліції, довірений генерала Мельникова
- Валентина Ананьїна — понята
- В. Ахметов — епізод
- В. Баскаков — епізод
- В. Ремньова — епізод

## Знімальна група
- Сценаристи: Микола Жуков,  Василь Журавльов
- Режисер:  Василь Журавльов
- Оператор:  Микола Большаков
- Композитор:  Едісон Денисов
- Художник:  Олександр Жаренов